# Manuel Carrerá
Manuel José Carrerá Machado (La Habana, 1913-Barranquilla, 1981). Arquitecto y docente cubano que desarrolló gran parte de su obra en Barranquilla, Colombia, donde se encuentran numerosas muestras de estilo art déco de su autoría. Es considerado uno de los padres de la arquitectura moderna en Colombia. También fue decano de arquitectura de la Universidad del Atlántico.

## Biografía
Estudió ingeniería en Cuba y arquitectura en la Universidad de Columbia. Especialista en Urbanismo por la Universidad Sorbona de París.  En 1934 se estableció en Barranquilla, donde trabajó en proyectos públicos y privados para la firma Cornelissen y Salcedo. En 1939 empezó a trabajar independiente y construyó para el empresario cienaguero Ascanio García el primer edificio de apartamentos de Barranquilla, el edificio García construcción estilo art déco que lo catapultó a la fama y es considerada uno de los hitos arquitectónicos de Colombia.

## Obras
Barranquilla
- Jardín Águila (1934, demolido).
- Centro comercial Avianca-Edificio Scadta (1935). Carrera 45 con calle 34 esquina.[7]
- Teatro Rex (1935). Carrera 45 con calle 37 esquina.[8]
- Casa de Otto Mangels-Familia Viñas (1938). Calle 72 con carrera 61 esquina.[9][10]
- Edificio García (1939). Calle 47 con carrera 45 esquina.[11]
- Teatro Murillo (1939, demolido).[12]
- Casa Manuel Carrerá (1940). Carrera 61 con calle 68.
- Teatro Colón (1942).[13] Carrera 45 con calle 43 esquina.[14]
- Edificio Hané (1942).[13] Carrera 45 calle 47.[15]
- Casa Kowalski. Carrera 54 con calle 75.[16]
- Edificio Vidrios Alperto, antiguo edificio Saade (1945). Calle 30 con carrera 38.
- Hotel Tachirama. Carrera 45 # 34-68.

Cartagena
- Teatro Cartagena (1941, demolido en 2018).[17]
- Hotel Caribe (1939, existente).[18]
- Edificio Salomón Ganem (1948, existente).[19]

Ciénaga
- Hotel Tobiexe
- Casa de Gabriel González
- Hospital San Cristóbal[20]

La Habana
- Hotel Habana Riviera (1956).[21]

Santa Marta
- Teatro Santa Marta (1942, existente).[22][23]
- Hotel Tayrona (1948, existente, actual Gobernación del Magdalena).[24]
- Casa de las Tres Puntas (antigua Cámara de Comercio de Santa Marta, construcción hecha para Rafael Guerrero Polo).
- Cooperativa de Caficultores.
- Escuela Santander.[25][26]

## Galería

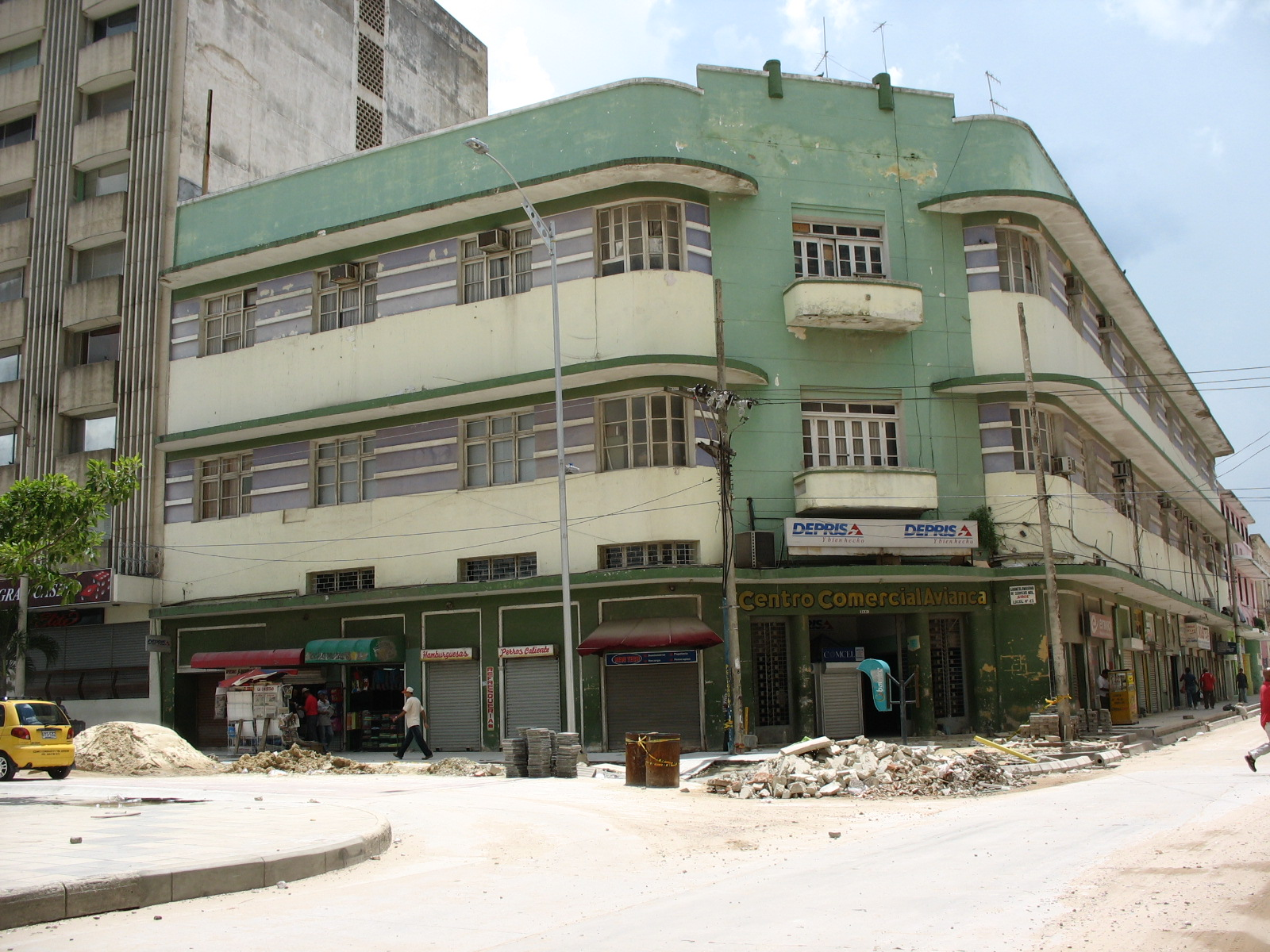
Centro comercial Avianca, antiguo edificio Scadta, Barranquilla.
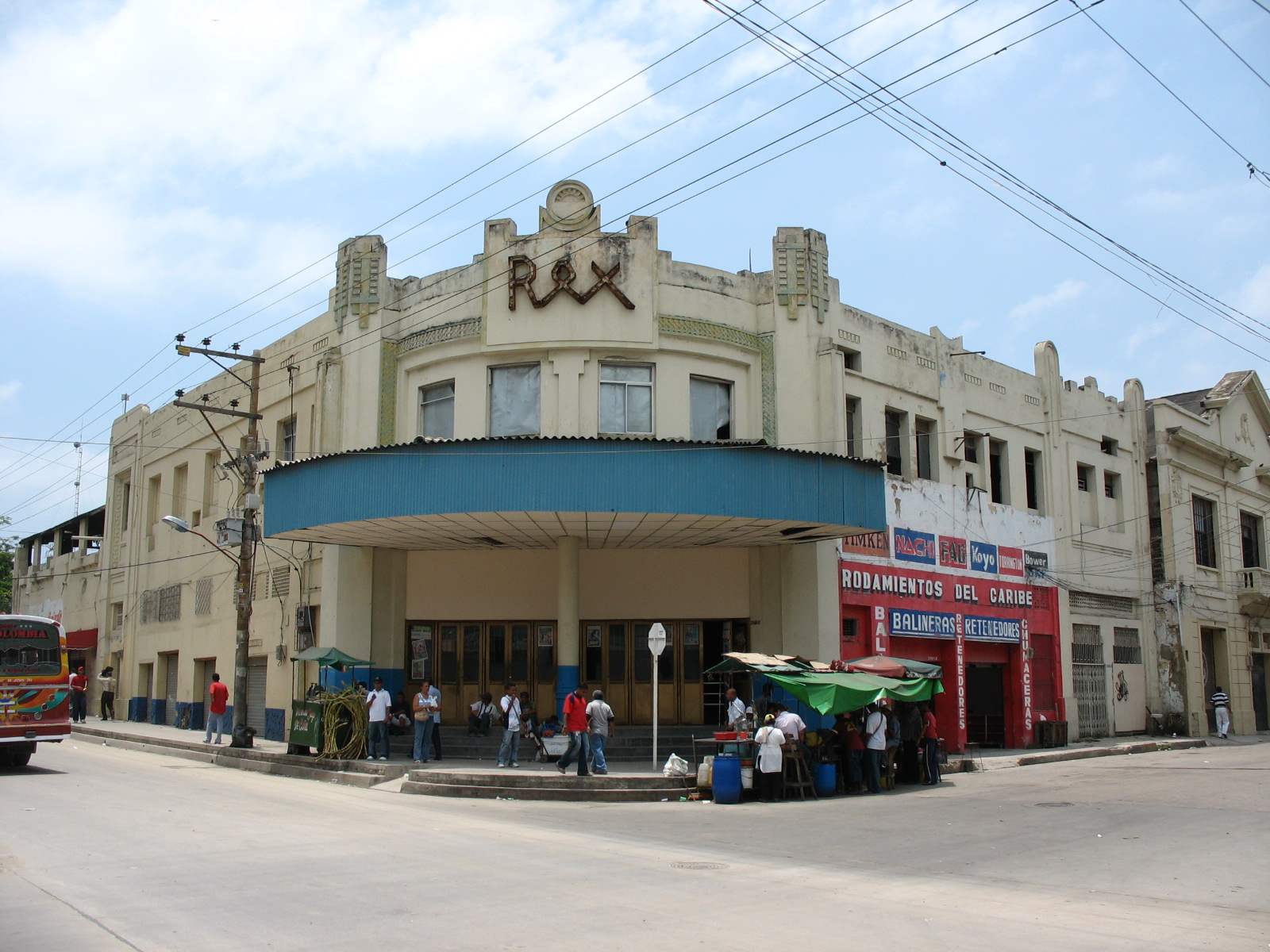
Teatro Rex, Barranquilla.
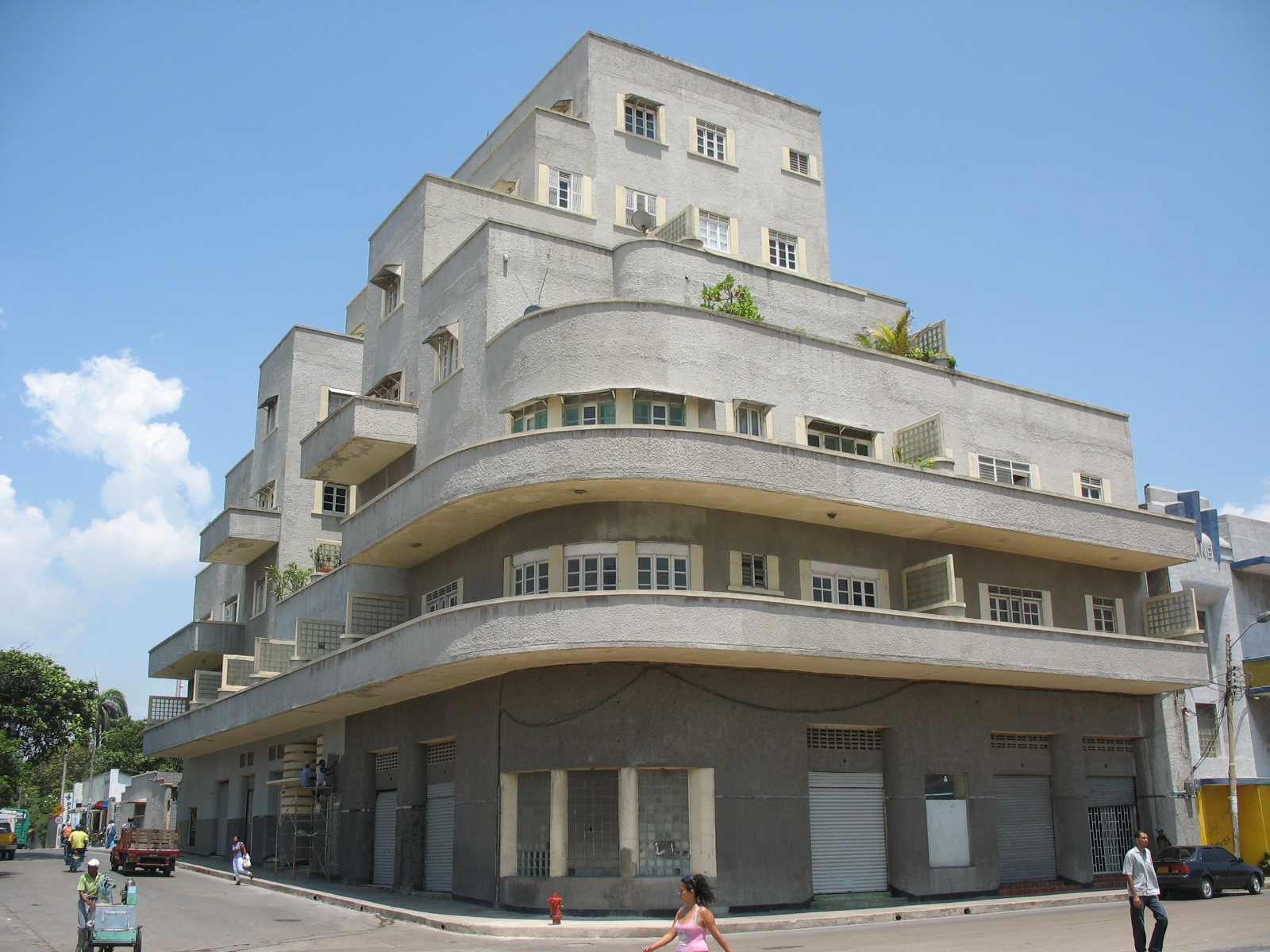
Edificio García, Barranquilla.
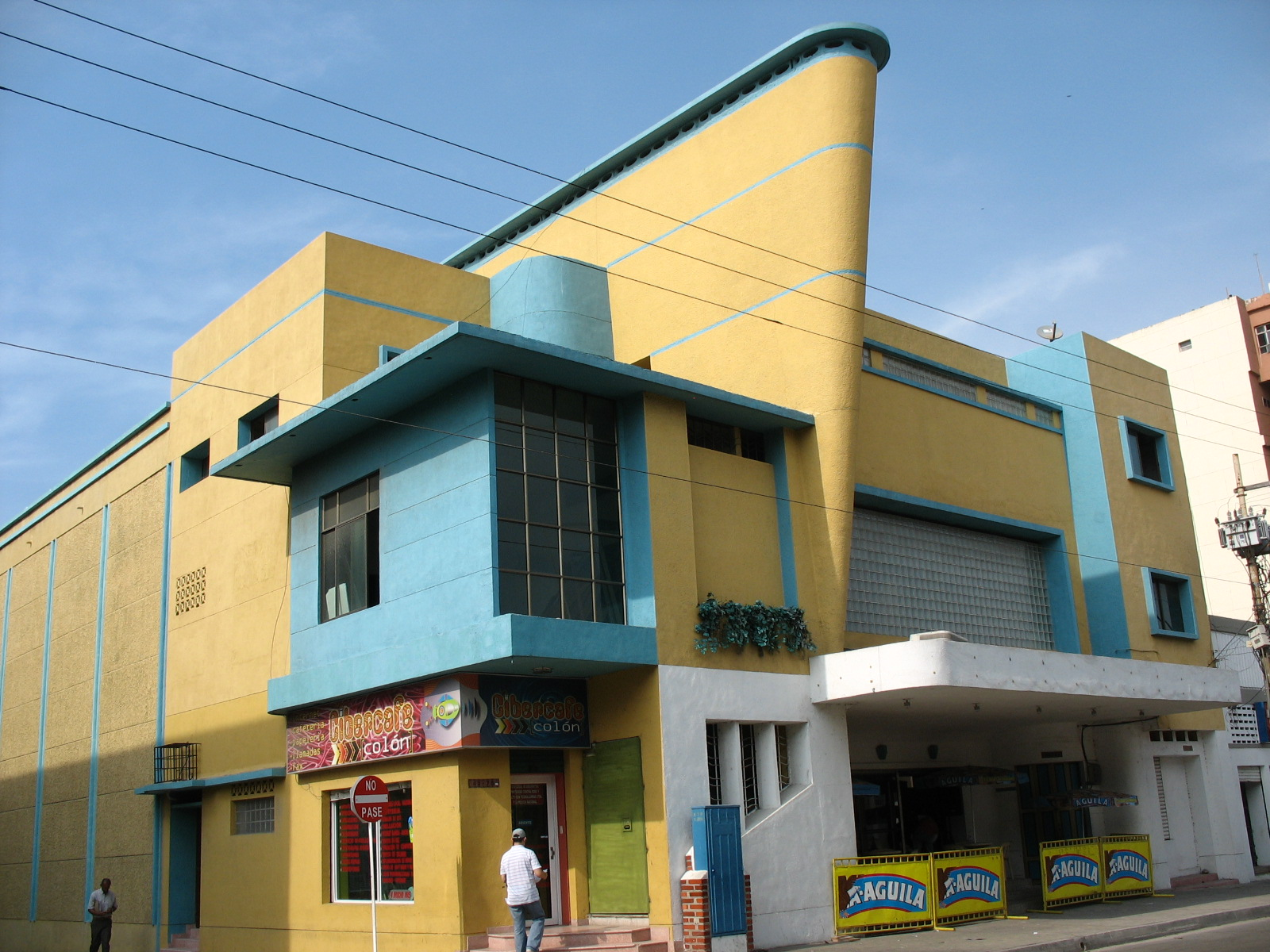
Teatro Colón, Barranquilla.
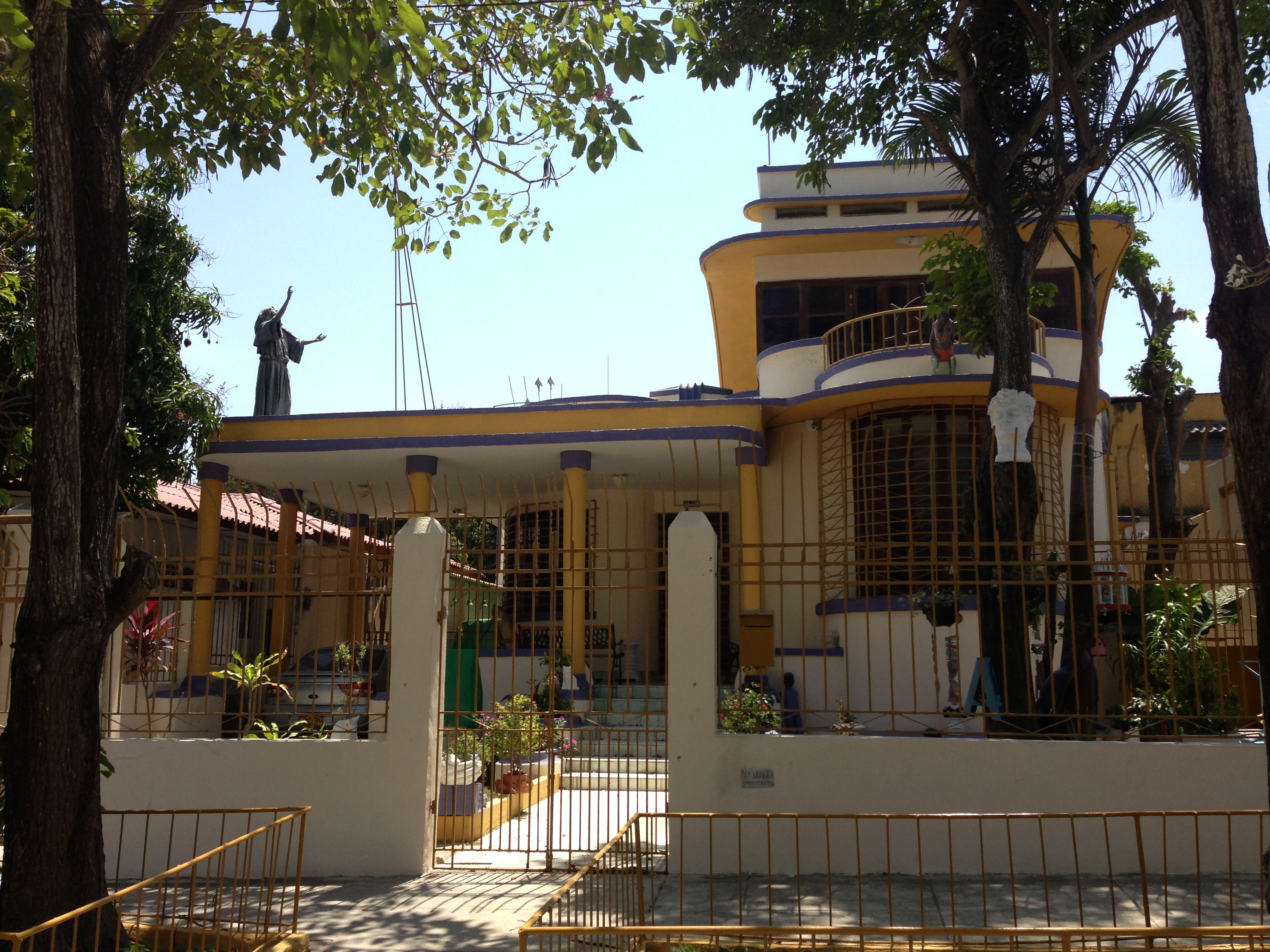
Casa Manuel Carrerá, Barranquilla.